# Тео ван Дейвенбоде
Тео ван Дейвенбоде (нід. Theo van Duivenbode, нар. 1 листопада 1943, Амстердам) — нідерландський футболіст, що грав на позиції захисника, зокрема за «Аякс» та «Феєнорд», а також національну збірну Нідерландів.

## Клубна кар'єра
Народився 1 листопада 1943 року в місті Амстердам. Вихованець футбольної школи клубу ДВС.
У дорослому футболі дебютував 1964 року виступами за команду «Аякс», в якій провів п'ять сезонів, взявши участь у 135 матчах чемпіонату.  Більшість часу, проведеного у складі «Аякса», був основним гравцем захисту команди. За цей час тричі виборював титул чемпіона Нідерландів.
1969 року перейшов до лав клубу «Феєнорд», за яку відіграв наступні чотири сезони своєї ігрової кар'єри. Граючи у складі команди з Роттердам, а також здебільшого виходив на поле в основному складі команди. За цей час додав до переліку своїх трофеїв ще один титул чемпіона Нідерландів, ставав володарем Кубка чемпіонів УЄФА і Міжконтинентального кубка.
Завершив ігрову кар'єру у команді «Гарлем», за яку виступав протягом 1973—1975 років.

## Виступи за збірну
1968 року дебютував в офіційних матчах у складі національної збірної Нідерландів.
Загалом протягом трирічної кар'єри у національній команді провів у її формі 5 матчів.

## Титули і досягнення
- Чемпіон Нідерландів (4):

«Аякс»: 1965-1966, 1966-1967, 1967-1968
«Феєнорд»: 1970-1971
- Володар Кубка Нідерландів (1):

«Аякс»: 1966-1967
- Володар Кубка чемпіонів УЄФА (1):

«Феєнорд»: 1969-1970
- Володар Міжконтинентального кубка (1):

«Феєнорд»: 1970